# Mihaela Șteff
Mihaela Iona Șteff (Bistrița, 8 november 1978) is een Roemeens professioneel tafeltennisster. Ze was verliezend finaliste op de Europa Top-12 in 2000 en werd onder meer drie keer Europees kampioene dubbelspel.
Șteff bereikte in december 2002 haar hoogste positie op de ITTF-wereldranglijst, toen ze derde stond

## Sportloopbaan
De linkshandige Șteff werd op sportief gebied grootgebracht door trainer Gheorghe Bozga, die ook Kalinikos Kreanga en Adrian Crișan onder zijn hoede had. Met Crișan won ze in 2002 het Roemeens kampioenschap gemengd dubbel. Daarvoor won Șteff al de nationale titel in het enkelspel (1996 en 1997), dubbelspel (1994 en 1996, allebei met Antonela Manac) en gemengd dubbel (1996, met Andrei Filimon). Voor Roemenië nam ze deel aan de Olympische Spelen 2000 en 2004.
Șteff debuteerde in de Duitse Bundesliga in 1997 bij Lübeck, waarmee ze in 1998 de European Club Cup of Champions won. Later verkaste ze naar Tus Bad Driburg en vervolgens naar TTC Langweid. Șteff voegde zich in 2004 bij het Italiaanse Sterilgarda TT Castel Goffredo, waarmee ze in 2006 en 2007 de European Champions League won en in 2005, 2006, 2007 en 2008 landskampioen werd.

## Erelijst
Belangrijkste resultaten:
- Brons World Cup 2001
- Kwartfinale wereldkampioenschappen tafeltennis 2001
- Zilver Europa Top-12 in 2000
- Brons Europa Top-12 in 2005, 2006 en 2007
- Europees kampioene dubbelspel 2002, 2003 en 2005 (allen met Tamara Boroš)
- Winnares Frankrijk Open 2000 (zowel enkel- als dubbelspel) op de ITTF Pro Tour
- European Club Cup of Champions 1998 (met Lübeck)
- Winnares Balkan-kampioenschappen 1996
- Roemeens kampioen enkelspel 1996 en 1997